# كولن لويس
كولن لويس (بالإنجليزية: Colin Lewis) هو دراج بريطاني، ولد في 27 يوليو 1942 في توركاي في المملكة المتحدة.

## وصلات خارجية
- كولن لويس على موقع أرشيف الدراجات (الإنجليزية)
- كولن لويس على موقع إحصائيات الدراجات الإحترافية (الإنجليزية)
- كولن لويس على موقع أوليمبيديا (الإنجليزية)
- كولن لويس على موقع اللجنة الأولمبية البريطانية (الإنجليزية)